# Saison 1928-1929 de la LNH
Saison précédente Saison suivante
La saison 1928-1929 est la douzième saison de la Ligue nationale de hockey. Les dix franchises ont joué chacune 44 matchs et c'est la première fois de l'histoire de la Coupe Stanley que deux équipes américaines se retrouvent en finale : les Rangers de New York face aux Bruins de Boston.

## Saison régulière
Les soucis financiers des Sénateurs d'Ottawa ne s'arrangeant pas, ils sont obligés de se séparer de Punch Broadbent au profit des Americans de New York. La déroute prend une telle ampleur qu'à un moment des rumeurs de vente de la franchise au profit d'un groupe de Chicago commencent à circuler. Le propriétaire des Sénateurs, Frank Ahearn, démentit l'affaire mais il déclare tout de même que les Sénateurs sont à vendre au plus offrant[réf. nécessaire].
Les Americans de New York emmenés par le défenseur Lionel Conacher et le gardien de but Roy Worters, qui ont fini derniers de la saison précédente, surprennent en caracolant en tête de la division Canadienne la majeure partie de la saison. Malgré tout, les Canadiens de Montréal finissent premiers de la division et leur gardien de but George Hainsworth atteint un record en réalisant 22 blanchissages et en n'accordant qu'une moyenne de 0,98 but par match.
Dans l'autre division, les Bruins de Boston, menés par la recrue Tiny Thompson, finissent premiers.

### Classements finaux
Les trois premières équipes de chaque division sont qualifiées pour les séries éliminatoires. Les premiers de chaque division sont directement qualifiés pour les demi-finales alors que les quatre autres équipes jouent un quart de finale. 
| Clt   | Équipe                 | PJ | V  | D  | N  | BP | BC | Pts |
| ----- | ---------------------- | -- | -- | -- | -- | -- | -- | --- |
| +001, | Canadiens de Montréal  | 44 | 22 | 7  | 15 | 71 | 43 | 59  |
| +002, | Americans de New York  | 44 | 19 | 13 | 12 | 53 | 53 | 50  |
| +003, | Maple Leafs de Toronto | 44 | 21 | 18 | 5  | 85 | 69 | 47  |
| +004, | Sénateurs d'Ottawa     | 44 | 14 | 17 | 13 | 54 | 67 | 41  |
| +005, | Maroons de Montréal    | 44 | 15 | 20 | 9  | 67 | 65 | 39  |

| Clt   | Équipe                 | PJ | V  | D  | N  | BP | BC | Pts |
| ----- | ---------------------- | -- | -- | -- | -- | -- | -- | --- |
| +001, | Bruins de Boston       | 44 | 26 | 13 | 5  | 89 | 52 | 57  |
| +002, | Rangers de New York    | 44 | 21 | 13 | 10 | 72 | 65 | 52  |
| +003, | Cougars de Détroit     | 44 | 19 | 16 | 9  | 72 | 63 | 47  |
| +004, | Pirates de Pittsburgh  | 44 | 9  | 27 | 8  | 46 | 80 | 26  |
| +005, | Black Hawks de Chicago | 44 | 7  | 29 | 8  | 33 | 85 | 22  |

- Vainqueur du Trophée O'Brien
- Vainqueur du Trophée Prince de Galles
- Qualifié pour les quarts de finale des séries éliminatoires

### Meilleurs pointeurs
| Joueur        | Équipe                 | PJ | B  | A  | Pts |
| ------------- | ---------------------- | -- | -- | -- | --- |
| Ace Bailey    | Maple Leafs de Toronto | 44 | 22 | 10 | 32  |
| Nels Stewart  | Maroons de Montréal    | 44 | 21 | 8  | 29  |
| Howie Morenz  | Canadiens de Montréal  | 42 | 17 | 10 | 27  |
| Carson Cooper | Cougars de Détroit     | 43 | 18 | 9  | 27  |
| Andy Blair    | Maple Leafs de Toronto | 44 | 12 | 15 | 27  |

## Séries éliminatoires

### Tableau récapitulatif
|  | Premier tour | Premier tour           | Premier tour | Premier tour           |    |                     | Demi-finales | Demi-finales | Demi-finales | Demi-finales |  |  | Finale de la Coupe Stanley | Finale de la Coupe Stanley | Finale de la Coupe Stanley | Finale de la Coupe Stanley |
|  |              |                        |              |                        |    |                     |              |              |              |              |  |  |                            |                            |                            |                            |
|  |              |                        |              |                        |    |                     |              |              |              |              |  |  |                            |                            |                            |                            |
|  |              |                        |              |                        |    |                     |              |              |              |              |  |  |                            |                            |                            |                            |
|  |              |                        |              |                        |    |                     |              |              |              |              |  |  |                            |                            |                            |                            |
|  |              |                        |              |                        |    |                     |              |              |              |              |  |  |                            |                            |                            |                            |
|  |              |                        |              |                        |    |                     |              |              |              |              |  |  |                            |                            |                            |                            |
|  | A1           | Bruins de Boston       | 3            | 3                      |    |                     |              |              |              |              |  |  |                            |                            |                            |                            |
|  | A1           | Bruins de Boston       | 3            | 3                      |    |                     |              |              |              |              |  |  |                            |                            |                            |                            |
|  |              |                        | C1           | Canadiens de Montréal  | 0  | 0                   |              |              |              |              |  |  |                            |                            |                            |                            |
|  |              |                        |              |                        | 0  | 0                   |              |              |              |              |  |  |                            |                            |                            |                            |
|  |              |                        |              |                        |    |                     |              |              |              |              |  |  |                            |                            |                            |                            |
|  |              |                        |              |                        |    |                     |              |              |              |              |  |  |                            |                            |                            |                            |
|  | A1           | Bruins de Boston       | 2            | 2                      |    |                     |              |              |              |              |  |  |                            |                            |                            |                            |
|  | A1           | Bruins de Boston       | 2            | 2                      |    |                     |              |              |              |              |  |  |                            |                            |                            |                            |
|  |              |                        | A2           | Rangers de New York    | 0  | 0                   |              |              |              |              |  |  |                            |                            |                            |                            |
|  | A2           | Rangers de New York    | A2           | Rangers de New York    | 0  | 0                   | 1            | 1            |              |              |  |  |                            |                            |                            |                            |
|  | A2           | Rangers de New York    |              |                        |    |                     |              |              |              |              |  |  |                            |                            |                            |                            |
|  | C2           | Americans de New York  | 0            | 0                      |    |                     |              |              |              |              |  |  |                            |                            |                            |                            |
|  | C2           | Americans de New York  | 0            | 0                      | A2 | Rangers de New York | 2            | 2            |              |              |  |  |                            |                            |                            |                            |
|  |              |                        |              |                        | A2 | Rangers de New York | 2            | 2            |              |              |  |  |                            |                            |                            |                            |
|  |              |                        | C3           | Maple Leafs de Toronto | 0  | 0                   |              |              |              |              |  |  |                            |                            |                            |                            |
|  | A3           | Cougars de Détroit     | C3           | Maple Leafs de Toronto | 0  | 0                   | 2            | 2            |              |              |  |  |                            |                            |                            |                            |
|  | A3           | Cougars de Détroit     |              |                        |    |                     |              | 2            |              |              |  |  |                            |                            |                            |                            |
|  | C3           | Maple Leafs de Toronto | 7            | 7                      |    |                     |              |              |              |              |  |  |                            |                            |                            |                            |
|  | C3           | Maple Leafs de Toronto | 7            | 7                      |    |                     |              |              |              |              |  |  |                            |                            |                            |                            |
|  |              |                        |              |                        |    |                     |              |              |              |              |  |  |                            |                            |                            |                            |

### Finale de la Coupe Stanley
Victoire des Bruins de Boston sur les Rangers de New York sur le score de deux matchs à zéro. C'est la première Coupe Stanley de l'histoire des Bruins.
| 28 mars | Boston | 2-0 (0-0, 2-0, 0-0) | New York | 15 000 spectateurs |

| Feuille de match. | Feuille de match.                         | Feuille de match. | Feuille de match. | Feuille de match.                           |
| ----------------- | ----------------------------------------- | ----------------- | ----------------- | ------------------------------------------- |
|                   | Clapper — 25 min 13 s Gainor — 36 min 1 s | 1-0 2-0           |                   | Arbitrage : Bobby Hewitson George Mallinson |
| Thompson          | Gardiens                                  | Roach             |                   | Arbitrage : Bobby Hewitson George Mallinson |
|                   |                                           |                   |                   | Arbitrage : Bobby Hewitson George Mallinson |
|                   |                                           |                   |                   | Arbitrage : Bobby Hewitson George Mallinson |

| 29 mars | New York | 1-2 (0-0, 0-1, 1-1) | Boston | Madison Square Garden 15 000 spectateurs |

| Feuille de match | Feuille de match      | Feuille de match | Feuille de match                        | Feuille de match                            |
| ---------------- | --------------------- | ---------------- | --------------------------------------- | ------------------------------------------- |
|                  | Keeling — 46 min 48 s | 0-1 1-1 1-2      | Oliver — 34 min 1 s Carson — 58 min 2 s | Arbitrage : Bobby Hewitson George Mallinson |
| Roach            | Gardiens              | Thompson         |                                         | Arbitrage : Bobby Hewitson George Mallinson |
|                  |                       |                  |                                         | Arbitrage : Bobby Hewitson George Mallinson |
|                  |                       |                  |                                         | Arbitrage : Bobby Hewitson George Mallinson |

## Honneurs remis aux joueurs et aux équipes
| Trophée           | Joueur            | Équipe                |
| ----------------- | ----------------- | --------------------- |
| Trophée Hart      | Roy Worters       | Americans de New York |
| Trophée Lady Byng | Frank Boucher     | Rangers de New York   |
| Trophée Vézina    | George Hainsworth | Canadiens de Montréal |

| Trophée                  | Équipe                |
| ------------------------ | --------------------- |
| Trophée Prince de Galles | Bruins de Boston      |
| Trophée O'Brien          | Canadiens de Montréal |
| Coupe Stanley            | Bruins de Boston      |